# Eindgemaal Rivierenbuurt
Het Eindgemaal Rivierenbuurt is een rioolgemaal aan de President Kennedylaan in Amsterdam-Zuid. Het gebouw is in december 2020 opgeleverd. Het rioolgemaal verzamelt en pompt het afvalwater uit de buurt richting RWZI Amsterdam West.

## Ontwerp
Naar ontwerp van architect Marjolein van Eig werd hier een kubusachtig gebouw neergezet, dat alleen al door zijn groene kleur afsteekt ten opzichte van zijn bebouwde omgeving, maar juist weer niet in de groenstrook waarin hij geplaatst is. Van Eig liet zich inspireren door de architectuur ter plekke en dan met name het gebouw op de hoek van de laan met de Maastraat met zijn daklijst in overstek. De bovenbouw bestaat uit drie delen, die als een soort trap lijken geschakeld. Die trapconstructie is ook ín het gebouw te vinden, de trap naar het onderliggende reservoir. De drie delen zijn steeds in verhouding, lengte, breedte en hoogte hebben dezelfde verhoudingen. Aan de voorzijde is een zitbank geïntegreerd in het bouwwerk, overigens met dezelfde horizontale lijnen als het gebouw zelf. De bouwstijl doet enigszins denken aan die van de Amsterdamse School met haar vele baksteen. Dit is terug te vinden in de verschuivende metselverbanden en allerlei verspringingen in baksteen, die ook moeten helpen tegen het wildplakken en graffiti. Overigens is Van Eig liefhebster van baksteenreliëfs. Het dak heeft een reliëf, rustplaats voor insecten en amfibieën. 
Het gebouw staat naast het Borstbeeld John F. Kennedy van Renze Hettema. Op het gebouw is in typografie geïnspireerd op die van de Amsterdamse School een citaat van John F. Kennedy geplaatst:
iedereen die de problemen met water kan oplossen is twee nobelprijzen waardig - één voor de vrede en één voor de wetenschap
Anyone who can solve the problems of water will be worthy of two Nobel prizes – One for peace and one for science
Het citaat op het gebouw is te danken aan haar definitieve plaatstoekenning. In eerste instantie dacht Waternet voor een plek verderop bij de Waalstraat, maar daar paste het niet in de stedenbouwkundig planning van enerzijds Hendrik Petrus Berlage (Rivierenbuurt) en anderzijds Cornelis van Eesteren (zuidrand).

## Varia
- Van Eig ontwierp ook het Eindgemaal Postjesweg met dezelfde functie aan de Postjesweg, ook in het groen.